# Klaus-Peter Grap

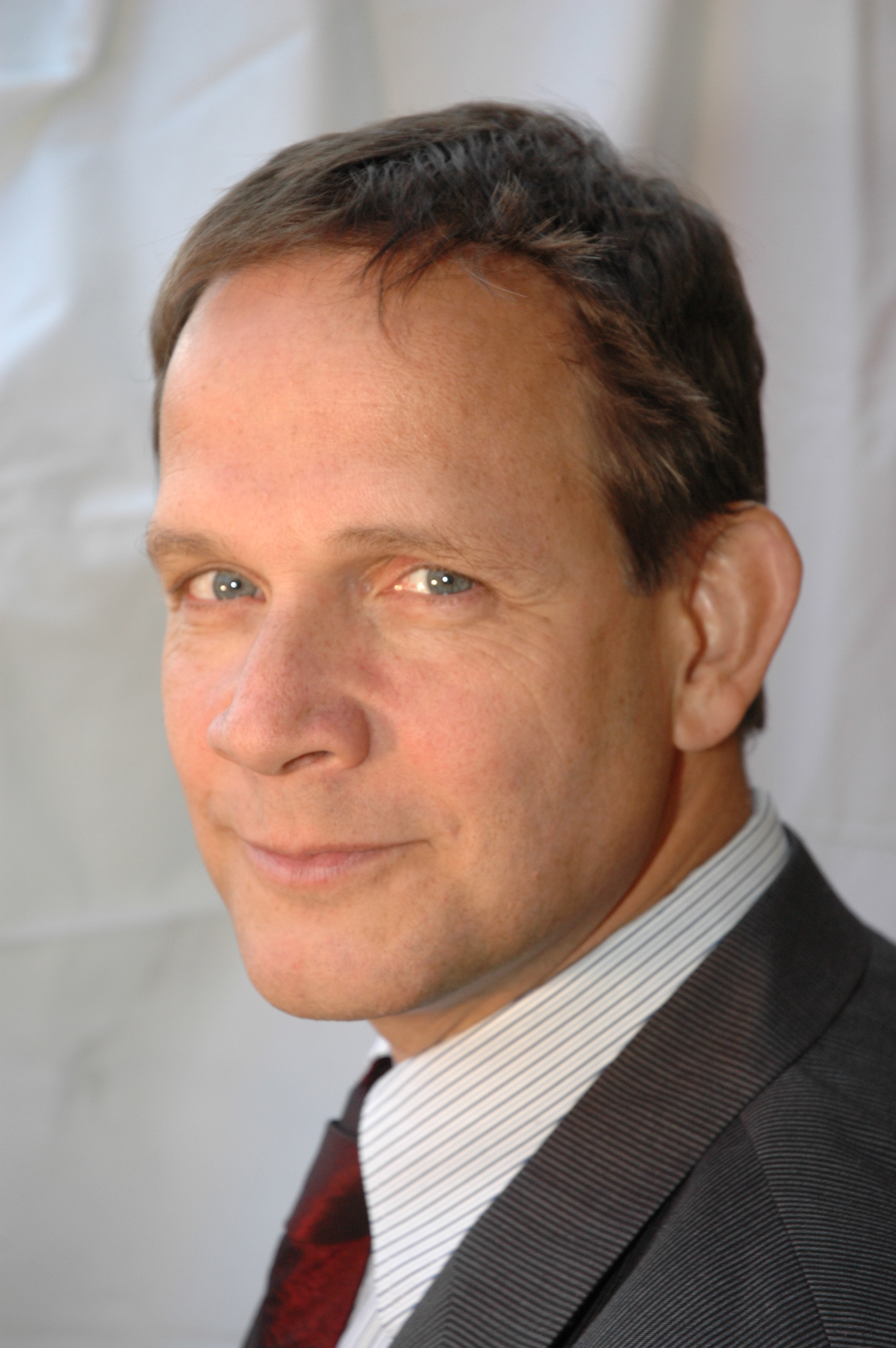
Klaus-Peter Grap 2008

Klaus-Peter Grap (* 22. November 1958 in Berlin) ist ein deutscher Schauspieler, Synchronsprecher, Synchronregisseur, Fernsehmoderator und Autor.

## Leben
Klaus-Peter Grap ist vor allem in einzelnen Episoden von Fernsehserien zu sehen, 1980 stand er zum ersten Mal im Film Luftwaffenhelfer vor der Kamera. Des Weiteren in Adelheid und ihre Mörder, Im Namen des Gesetzes, Der letzte Zeuge, Wilder Kaiser und Hallo Robbie!. Außerdem war er in der Fernsehreihe Polizeiruf 110, zwei Mal in Danni Lowinski, sowie in vier Verfilmungen der Rosamunde-Pilcher-Reihe des ZDF zu sehen. Serienhauptrollen hatte er in „Wie erziehe ich meinen Vater“, „Familien-Bande“, Unter einer Decke und „Der Mond scheint auch für Untermieter“.
Als Theaterschauspieler stand er in verschiedenen Stücken unter anderem am Alten Schauspielhaus und der Komödie im Marquardt in Stuttgart, am Schlossparktheater, den Kammerspielen, sowie dem Kabarett Die Stachelschweine in Berlin und in Der Komödie in Frankfurt auf der Bühne.
1999 war er als Moderator in der Talk-Show Riverboat des MDR tätig, arbeitete als Moderator auch für den Sender RTL, sowie verschiedene Galas und Events.
Neben Hörspielrollen in Bibi Blocksberg und Perry Rhodan ist er auch als Synchronsprecher bekannt. So ist er, bis auf wenige Ausnahmen, Stammsprecher des kanadischen Schauspielers Michael Shanks, der vor allem durch die Serie Stargate SG-1 und deren Ableger als Dr. Daniel Jackson Bekanntheit erlangte. Ihn synchronisiert Grap unter anderem auch in der Rolle des Carter Hall/Hawkman in mehreren Folgen der Serie Smallville. In der Serie Monk sprach er die Rolle des Lieutenant Randall Disher (Jason Gray-Stanford) in 121 Folgen, in der Serie Twin Peaks Harry Goaz als Deputy Sheriff Andy Brennan. Daneben sprach er den Togusa (Originalsprecher: Kōichi Yamadera) in der Anime-Reihe Ghost in the Shell.
Am 1. Juni 2012 erschien im Satyr-Verlag sein erster Roman Flaatsch. Ich war mal prominent.

## Filmografie (Auswahl)
- 1980: Luftwaffenhelfer
- 1994: Burning Life
- 1997: Der Prinzgemahl
- 1998: Ich liebe eine Hure
- 1999: Heinz Rühmann – der Clown
- 1999: Polizeiruf 110 – Sumpf
- 1999: In aller Freundschaft (Folge 34: Schwere Vorwürfe)
- 2003: Crazy Race
- 2004: Crazy Race 2 – Warum die Mauer wirklich fiel
- 2004: Im Namen des Gesetzes (Folge 137: Die Verlorene Tochter)
- 2004: (T)Raumschiff Surprise – Periode 1
- 2007: Adelheid und ihre Mörder (Fernsehserie, Mord à la mode)
- 2009: Mama kommt!
- 2011: Fenster zum Sommer
- 2013: Der Minister

## Synchronrollen (Auswahl)
Michael Shanks
- 1997–2007: Stargate – Kommando SG-1 als Dr. Daniel Jackson
- 2003: Sumuru – Planet der Frauen als Adam Wade
- 2008: Stargate: The Ark of Truth – Die Quelle der Wahrheit als Dr. Daniel Jackson
- 2008: Stargate: Continuum als Dr. Daniel Jackson
- 2009: Wake Up! – Lebe deinen Traum als Brad Marshall
- 2011: Faces in the Crowd als Bryce

Kōichi Yamadera
- 2004: Ghost in the Shell 2 – Innocence als Togusa
- 2005: Ghost in the Shell als Togusa
- 2015: Ghost in the Shell: The New Movie als Togusa

Jason Gray-Stanford
- 2002–2007: Monk als Lt. Randy Disher
- 2020: The Boys als Dennis

Goran Višnjić
- 2010: Beginners als Andy
- 2014: K–11 – Der Knast als Raymond Saxx Jr.

Michael Dobson
- 2012, 2014–2015, 2022: Ninjago als Pythor P. Chumsworth III.
- 2017: Ninjago – Tag der Erinnerungen als Pythor P. Chumsworth III.

### Filme
- 1981: Eis am Stiel 3 – Liebeleien – Yftach Katzur als Benny
- 1988: Der Biss der Schlangenfrau – Hugh Grant als Lord James D’Ampton
- 1992: Der Golem lebt! – Roddy McDowall als Arthur Pim
- 1993: Ramona! – William Fichtner als Barkeeper
- 1994: Die Summe der Gefühle – John Polson als Greg
- 1996: Der lange Weg zum Mars – Philip Casnoff als Nick van Pelt
- 1997: The Fetish Club – Preaching to the Perverted – Christien Anholt als Peter Emery
- 2005: Zwei ungleiche Freunde – Lionel Abelanski als Daniel
- 2010: So spielt das Leben – Andrew Daly als Scott
- 2013: Austenland – James Callis als Colonel Andrews
- 2018: Next Gen – Das Mädchen und ihr Roboter – David Cross als Dr Tanner Rice + Q-Bots

### Serien
- 1985: Happy Days – Gavan O’Herlihy als Chuck Cunningham
- 1990: Ein Duke kommt selten allein – Christopher Mayer als Vance Duke
- 1990: FBI – Michael Callan als Harry Springer
- 1991–1992: The Young Riders – Stephen Baldwin als William F. Cody
- 1992: Gnadenlose Stadt – Dennis Hopper als Vinnie Winford
- 1995: Picket Fences – Tatort Gartenzaun – Sean O’Bryan als Larry
- 2007: Ghost Whisperer – Stimmen aus dem Jenseits – George Hertzberg als News Reporter
- 2007: Desperate Housewives – William Ragsdale als Scott McKinney
- 2007–2009: Prison Break – Jason Davis als FBI-Agent Wheeler
- 2009: Ghost Whisperer – Stimmen aus dem Jenseits – Patrick Breen als Duff Faraday
- 2011–2013: Breaking Bad – Bill Burr als Patrick Kuby
- 2012–2019: Veep – Die Vizepräsidentin – Tony Hale als Gary Walsh
- 2018–2024: Young Sheldon – Matt Hobby als Pastor Jeff Hodgkins
- 2021–2022: The Walking Dead – Josh Hamilton als Lance Hornsby

### Videospiele
- 2022: Two Point Campus

## Hörspiele
- 2014: Tom Peuckert: Klassiker Europas – Regie: Oliver Sturm (Literarische Séance – RBB)
- 2021: Markus Winter: Howard Phillips Lovecraft – Chroniken des Grauens. Akte 5 – Cthulhus Ruf – Regie: Markus Winter (WinterZeit)

## Werke
- 2012: Flaatsch. Ich war mal prominent (Roman), Satyr Verlag, ISBN 978-3-9814891-0-1